# TV Leiselheim
Der Turnverein 1863 e. V. Worms-Leiselheim (kurz TV Leiselheim) ist ein Sportverein aus Leiselheim, einem Vorort von Worms.
Der Verein hat ca. 930 Mitglieder (Stand 11.2019) und zählt somit zu den größten und gleichzeitig zu den vielseitigsten Vereinen in Worms und der Region Rheinhessen. Herz und Heimat des Vereins bildet die vereinseigene Sporthalle und das Vereinsheim auf dem Trappenberg in Leiselheim, der höchsten Erhebung des Ortes.

## Geschichte und Tradition
Der TV Leiselheim besteht seit 1863 und hat somit eine lange Geschichte und Tradition in und um Leiselheim. Traditionell besteht der Verein aus mehreren Sparten und Abteilungen, wobei die Turner seit Gründung bis heute die Kernabteilung bilden. Neben der Turnabteilung bietet der Verein seit den Anfängen weitere Abteilungen wie Tischtennis und Handball und somit Sportarten an, die den Verein seit Jahrzehnten und bis heute prägen. Nicht zuletzt wird im Verein bis heute die „Heinrich Keimig-Medaille“, benannt nach dem Leiselheimer Heinrich Keimig, der 1936 olympisches Gold mit der Deutschen Handballolympiamannschaft gewonnen hat, für herausragende sportliche Leistungen und Verdienste im Verein vergeben. Der Verein bietet seit einigen Jahren weitere zielgruppenspezifische Sportarten an.

## Sportabteilungen und sportliche Ausrichtung
Der TV Leiselheim hat folgende Sportabteilungen:
- Badminton
- Boule
- Handball
- Taekwondo
- Tischtennis
- Turnen
- Vovinam

Außerdem gibt es bei diesem Verein die Bereiche Reha-Sport, Wandern und Adventure und Bushcraft.
Innerhalb der Abteilungen finden sich wiederum verschiedene Sportgruppen (z. B. Indiaca, Gymnastik, Adventure, Kick-Boxen).

### Tischtennis
Die Herrenmannschaft der Tischtennisabteilung stieg am Ende der Saison 2018/19 in die 2. Bundesliga auf. Beteiligt waren die Spieler Constantin Cioti, Nico Stehle, Sushmit Sriram, Medardas Stankevicius und Vladimir Anca. Als Verstärkung wurden der Ägypter Youssef Abdel-Aziz (von Hohenstein-Ernstthal), der Weißrusse Vadim Yarashenka (von Magdeburg) und der Engländer David McBeath verpflichtet.

## Events und Action
Der TV Leiselheim ist neben dem Angebot der Sportarten als Verein auch regelmäßig Ausrichter von sportlichen und gesellschaftlichen Großevents wie:
- Deutsche Meisterschaften im Trampolinspringen
- Internationale Länderwettkämpfe im Turnen
- Rendezvous der Besten
- Tischtennis-Turniere auf Weltklasseniveau

Der Verein bietet auch Events und Kurse in Selbstverteidigung für die örtliche und regionale Verwaltung, Ordnungsdienst oder für sonstige Institutionen an. Neben Fitness- und Power-Kursen werden auch Gefahrenpräventionskurse für Kinder und Eltern angeboten. Auch hat die Abteilung Vovinam, als Kampsportabteilung, durch das Engagement der Abteilungsleitung und der Trainer, eine Adventuregruppe ins Leben gerufen. Hier werden Elemente aus der Naturkunde mit typischen Bushcraft-Elementen verknüpft.

## Aktuelle Erfolge und Auszeichnungen
Der TV Leiselheim hat 2019 durch die Initiative „Sport nach Krebs-Erkrankung“ den „Stern des Sportes“ in Bronze in Rheinland-Pfalz für eine vorbildliche Zusammenführung von Verein mit Kooperationspartnern bei der ganzheitlichen Betreuung von Patienten nach einer Krebsbehandlung gewonnen.
Weitere Erfolge:
- Tischtennis: 1. Mannschaft in 2. Bundesliga
- Handball: 1. Mannschaft in Oberliga Rheinland-Pfalz / Saarland

## Bekannte Mitglieder
- Heinrich Keimig, Handballer
- Stefan Feth, Tischtennisspieler

## Partnervereine
Der TV Leiselheim hat mit dem SSC Trappenberg einen Partnerverein in Leiselheim. Der SSC Trappenberg bietet Ski-, Snowboard und im Sommer Wassersport, Wandern und Nordic Walking an. Diese Partnerschaft wurde im Jahr 2019 auch in der gemeinsamen Gründung des Fördervereins „Sport am Trappenberg e. V.“ sichtbar. Dieser Förderverein soll zukünftig die Stärken beider Vereine bündeln.